# Alameda County
Alameda County je okres ve státě Kalifornie v USA. K roku 2010 zde žilo 1 510 271 obyvatel. Správním městem okresu je v současné době San Leandro. Alameda County je součástí San Francisco Bay Area. Na severu sousedí s Contra Costa County a na jihu s Santa Clara County.

## Populace
| Rok  | Populace  | Změna   |
| ---- | --------- | ------- |
| 1860 | 8 927     |         |
| 1870 | 24 237    | ▲ 172 % |
| 1880 | 62 976    | ▲ 160 % |
| 1890 | 93 864    | ▲ 49 %  |
| 1900 | 130 197   | ▲ 39 %  |
| 1910 | 246 131   | ▲ 89 %  |
| 1920 | 344 177   | ▲ 40 %  |
| 1930 | 474 883   | ▲ 38 %  |
| 1940 | 513 011   | ▲ 8 %   |
| 1950 | 740 315   | ▲ 44 %  |
| 1960 | 908 209   | ▲ 23 %  |
| 1970 | 1 073 184 | ▲ 18 %  |
| 1980 | 1 105 379 | ▲ 3 %   |
| 1990 | 1 279 182 | ▲ 16 %  |
| 2000 | 1 443 741 | ▲ 13 %  |
| 2010 | 1 510 271 | ▲ 5 %   |